# Ли Джун Хён (кёрлингист)
Ли Джун Хён (кор. 이준형; род. 9 марта 1997, Кёнгидо) — южнокорейский кёрлингист.
Играет на позиции первого.
В составе мужской сборной Республики Корея участник чемпионата мира 2021.

## Достижения
- Чемпионат Республики Корея по кёрлингу среди смешанных пар: бронза (2016).

## Команды
| Сезон                       | Четвёртый  | Третий      | Второй       | Первый      | Запасной   | Турниры            |
| --------------------------- | ---------- | ----------- | ------------ | ----------- | ---------- | ------------------ |
| 2020—21                     | Чон Ён Сок | Пак Се Вон  | Ким Джон Мин | Ли Джун Хён | Со Мин Гук | ЧМ 2021 (13 место) |
| Кёрлинг среди смешанных пар |            |             |              |             |            |                    |
| 2016—17                     | Соль Е Джи | Ли Джун Хён |              |             |            | ЧРКСП 2016         |

(скипы выделены полужирным шрифтом)